# Lichk (Syunik)
Pour l’article homonyme, voir Lichk.
Lichk ou Litchk (en arménien Լիճք) est une communauté rurale du marz de Syunik en Arménie. En 2011, elle compte 161 habitants.

## Géographie

### Situation
Lichk est située à 24 km de la ville de Meghri et à 59 km de Kapan, la capitale régionale.

### Topographie
L'altitude moyenne de Lichk est de 1 780 m.

### Hydrographie
Lichk est traversée par la rivière Meghri et compte plusieurs lacs (lesquels seraient à l'origine du nom de la localité).

### Territoire
La communauté couvre 8 411 hectares, dont :
- 2 404 ha de terrains agricoles ;
- 7 ha de terrains industriels ;
- 26 ha alloués aux infrastructures énergétiques, de transport, de communication, etc. ;
- 5 563 ha d'aires protégées ;
- 28 ha d'eau[3].

## Politique
Le maire (ou plus correctement le chef de la communauté) de Lichk est depuis 2005 Hovik Mirzoyan, membre du Parti républicain d'Arménie.
| Début | Fin      | Nom            | Parti                       |
| ----- | -------- | -------------- | --------------------------- |
| 2005  | 2008     | Hovik Mirzoyan | Parti républicain d'Arménie |
| 2008  | 2012     | Hovik Mirzoyan | Parti républicain d'Arménie |
| 2012  | En cours | Hovik Mirzoyan | Parti républicain d'Arménie |

## Économie
L'économie de la communauté repose principalement sur l'agriculture.

## Démographie
| 2001 | 2008 | 2011 |
| ---- | ---- | ---- |
| 201  | 144  | 161  |